# Волинець Олександр Вікторович
Олександр Вікторович Волинець (нар. 9 жовтня 1974, м. Тернопіль) — український спортсмен-плавець, тренер. Майстер спорту України міжнародного класу з плавання. Призер Чемпіонатів світу та Європи.

## Життєпис
Народився 9 жовтня 1974 року в м. Тернопіль. У 1981–1991 роках навчався у Тернопільській ЗОШ № 6. У 1996 році закінчив Тернопільський приладобудівний інститут (нині Тернопільський національний технічний університет імені Івана Пулюя), здобув фах інженера-механіка.
У 1996–1997 роках проходив строкову службу в армії. У 1997–2003 роках служив у СКА (Спортивний клуб армії) на посаді спортсмена-інструктора, (Львів). У 2003–2012 роках — в ФСТ «Динамо» в Тернопільській області на посаді спортсмена-інструктора.
Від 1997 року — член збірної команди України. Тренери:  Н. Катаева, В. Ратушняк.  Олег Євграфов, І. Сівак, Роман Закала.[джерело?]
Нині на пенсії за вислугою років членам збірних команд України. Працює на громадських засадах у Тернопільському відділенні Національного Олімпійського Комітету України. Голова комісії атлетів Тернопільського відділення НОК.

## Досягнення
- фіналіст XXVII Олімпійських ігор (2000, Сідней, 50 м в/с — 8 місце);
- фіналіст XXVIII Олімпійських ігор (2004, Афіни, 50 м в/с — 7 м.);
- срібний призер в естафетному плаванні і бронзовий на дистанції 50 м в/с чемпіонату Європи (2000, Валенсія);
- чемпіон Європи в естафетному плаванні та срібний призер (50 м в/с) чемпіонату Європи (2001, Антверпен);
- срібний призер Чемпіонату Європи (2006, Будапешт);
- бронзовий призер Чемпіонату світу (2002, Москва, 50 м в/с);
- бронзовий призер Чемпіонату світу (2006, Шанхай, 50 м в/с);
- бронзовий призер Чемпіонату Європи (2002, Берлін, 50 м в/с, ест. 8 м.);
- бронзовий призер у естафетному плаванні чемпіонату Європи (2002, Рієз);
- бронзовий призер у естафетному плаванні чемпіонату Європи (2003, Дублін);
- срібний призер чемпіонату Європи у естафетному плаванні (2004, Відень);
- багаторазовий чемпіон України, встановив 11 рекордів України на дистанціях 50 м в/с та естафетному плаванні у 50-ти і 25-ти м басейнах;
- дворазовий володар Кубка України;
- екс-рекордсмен Європи в естафетному плаванні.

### Сім'я
Батько трьох дітей: сина (2004 р. н.) і двох доньок (2006 р. н. і 2014 р. н.).